# (100238) 1994 PY31
(100238) 1994 PY31 es un asteroide perteneciente al cinturón de asteroides, descubierto el 12 de agosto de 1994 por Eric Walter Elst desde el Observatorio de La Silla, Chile.

## Designación y nombre
Designado provisionalmente como 1994 PY31.

## Características orbitales
1994 PY31 está situado a una distancia media del Sol de 2,369 ua, pudiendo alejarse hasta 2,749 ua y acercarse hasta 1,988 ua. Su excentricidad es 0,160 y la inclinación orbital 4,832 grados. Emplea 1331 días en completar una órbita alrededor del Sol.

## Características físicas
La magnitud absoluta de 1994 PY31 es 16,2.